# Australia en los Juegos Paralímpicos de París 2024
Australia estuvo representada en los Juegos Paralímpicos de París 2024 por un total de 151 deportistas, 85 hombres y 66 mujeres.

## Medallistas
El equipo paralímpico australliano obtuvo las siguientes medallas:
| Nombre | Deporte                  | Evento                             |
| --- | ------------------------ | ---------------------------------- |
| Oro |                          |                                    |
| Vanessa Low | Atletismo                | Salto de longitud T63 femenino     |
| James Turner | Atletismo                | 100 m T36 masculino                |
| James Turner | Atletismo                | 400 m T36 masculino                |
| Amanda Reid | Ciclismo en pista        | 500 m contrarreloj C1-3 femenino   |
| Emily Petricola | Ciclismo en pista        | Persecución individual C4 femenino |
| Korey Boddington | Ciclismo en pista        | 1 km contrarreloj C4-5 masculino   |
| Lauren Parker | Ciclismo en ruta         | Ruta H1-4 femenino                 |
| Alexa Leary | Natación                 | 100 m libre S9 femenino            |
| Thomas Gallagher | Natación                 | 50 m libre S10 masculino           |
| Callum Simpson | Natación                 | 100 m libre S8 masculino           |
| Benjamin Hance | Natación                 | 100 m espalda S14 masculino        |
| Timothy Hodge | Natación                 | 200 m estilos SM9 masculino        |
| Jesse Aungles Timothy Hodge Emily Beecroft Alexa Leary Callum Simpson Keira Stephens                                                                                   | Natación                 | 4 × 100 m estilos (34 ptos.) mixto |
| Curtis McGrath | Piragüismo               | KL2 masculino                      |
| Nikki Ayers Jed Altschwager | Remo                     | Doble scull PR3Mix2x mixto         |
| Yang Qian | Tenis de mesa            | Individual WS10 femenino           |
| Lei Lina Yang Qian | Tenis de mesa            | Dobles WD20 femenino               |
| Lauren Parker | Triatlón                 | PTWC femenino                      |
| Plata |                          |                                    |
| Madison de Rozario | Atletismo                | Maratón T54 femenino               |
| Michael Roeger | Atletismo                | 1500 m T46 masculino               |
| Jamieson Leeson | Bochas                   | Individual BC3 femenino            |
| Daniel Michel | Bochas                   | Individual BC3 masculino           |
| Jessica Gallagher | Ciclismo en pista        | 1 km contrarreloj B femenino       |
| Meg Lemon | Ciclismo en ruta         | Contrarreloj C4 femenino           |
| Lauren Parker | Ciclismo en ruta         | Contrarreloj H1-3 femenino         |
| Alistair Donohoe | Ciclismo en ruta         | Contrarreloj C5 masculino          |
| Lakeisha Patterson | Natación                 | 400 m libre S9 femenino            |
| Jake Michel | Natación                 | 100 m braza SB14 masculino         |
| Rowan Crothers | Natación                 | 100 m libre S10 masculino          |
| Timothy Hodge | Natación                 | 100 m mariposa S9 masculino        |
| Ahmed Kelly | Natación                 | 150 m estilos SM3 masculino        |
| Col Pearse | Natación                 | 200 m estilos SM10 masculino       |
| Jack Ireland Madeleine McTernan Ruby Storm Benjamin Hance | Natación                 | 4 × 100 m libre S14 mixto          |
| Chloe Osborn Alexa Leary Callum Simpson Rowan Crothers | Natación                 | 4 × 100 m estilos (34 ptos.) mixto |
| Dylan Littlehales | Piragüismo               | KL3 masculino                      |
| Bronce |                          |                                    |
| Mali Lovell | Atletismo                | 200 m T36 femenino                 |
| Madison de Rozario | Atletismo                | 5000 m T54 femenino                |
| Dayna Crees | Atletismo                | Jabalina F34 femenino              |
| Rheed McCracken | Atletismo                | 800 m T34 masculino                |
| Reece Langdon | Atletismo                | 1500 m T38 masculino               |
| Michal Burian | Atletismo                | Jabalina F64 masculino             |
| Gordon Allan Korey Boddington Alistair Donohoe | Ciclismo en pista        | Velocidad por equipos C1-5 mixto   |
| Alana Forster | Ciclismo en Ruta         | Contrarreloj C5 femenino           |
| Darren Hicks | Ciclismo en Ruta         | Contrarreloj C2 masculino          |
| Rachael Watson | Natación                 | 50 m libre S4 femenino             |
| Rachael Watson | Natación                 | 100 m libre S3 femenino            |
| Emily Beecroft | Natación                 | 100 m mariposa S9 femenino         |
| Grant Patterson | Natación                 | 50 m braza SB2 masculino           |
| Grant Patterson | Natación                 | 150 m estilos SM3 masculino        |
| Thomas Gallagher | Natación                 | 100 m espalda S10 masculino        |
| Thomas Gallagher | Natación                 | 100 m libre S10 masculino          |
| Rowan Crothers | Natación                 | 50 m libre S10 masculino           |
| Jack Ireland | Natación                 | 200 m libre S14 masculino          |
| Brenden Hall | Natación                 | 400 m libre S9 masculino           |
| Alex Saffy | Natación                 | 100 m mariposa S10 masculino       |
| Lewis Bishop | Natación                 | 100 m mariposa S9 masculino        |
| Ricky Betar | Natación                 | 200 m estilos SM14 masculino       |
| Susan Seipel | Piragüismo               | VL2 femenino                       |
| Erik Horrie | Remo                     | Scull individual PR1M1x masculino  |
| Lei Lina | Tenis de mesa            | Individual WS9 femenino            |
| Ma Lin | Tenis de mesa            | Individual MS9 masculino           |
| Samuel Von Einem | Tenis de mesa            | Individual MS11 masculino          |
| Ryley Batt Chris Bond Andrew Edmondson Ben Fawcett Brayden Foxley-Connolly Shae Graham Jake Howe James McQuillan Emilie Miller Josh Nicholson Ella Sabljak Beau Vernon | Rugby en silla de ruedas | Torneo mixto                       |